# St. Germain (zenész)
St. Germain (Boulogne-Billancourt, 1969. április 10. –) francia dzsesszzenész.

## Pályakép
Először sportkarrierről álmodott: síben, vitorlázásban edzette magát, azonban egy hatalmas bukás miatt a számítógépezésben volt kénytelen elmélyülni. Különböző bulikon lett DJ, aztán lassan megjelentek a lemezei is. Saját stílusa Bob Marley, a Toots & the Maytals, Miles Davis és a Kool & the Gang hatása alatt alakult ki.
A Boulevard című 1995-ös albuma szerte a világon több mint egymillió példányban jelent meg.
Arra törekedett, hogy teljesen eredeti hangzást hozzon létre.

## Albumok
- Mezzotinto EP (1994) (Saint Germain-en-Laye)
- Boulevard (1995)
- From Detroit To St Germain (1998)
- Tourist (2000)
- St Germain (2015)
- Tourist Travel Versions – 20th Anniversary Edition (2021)